# Sium medium
Sium medium là một loài thực vật có hoa trong họ Hoa tán. Loài này được Fisch. & C.A. Mey. miêu tả khoa học đầu tiên năm 1843.